# Mabel Albertson
Mabel Ida Albertson (* 24. Juli 1901 in Haverhill, Massachusetts; † 28. September 1982 in Santa Monica, Kalifornien) war eine US-amerikanische Charakterdarstellerin.

## Leben und Karriere
Mabel Albertson wurde in eine jüdische Familie polnisch-russischer Herkunft geboren. Ihr jüngerer Bruder war der oscarprämierte Schauspieler Jack Albertson, die Mutter war eine Theaterschauspielerin. Mabel machte im Alter von 13 Jahren ihr Bühnendebüt. Sie trat in den folgenden Jahrzehnten in Theaterstücken, Vaudeville-Shows und Nachtclubs auf, unter anderem mehrmals an der Seite von Starkomiker Jimmy Durante. Außerdem wirkte sie an zahlreichen Radioproduktionen mit. Ihr Filmdebüt machte sie bereits 1928 in der Nebenrolle einer Reporterin in Gang War an der Seite von Jack Pickford, doch erst Anfang der 1950er-Jahre – als sie bereits über 50 Jahre zählte – wandte sie sich großflächig dem Film- und Fernsehgeschäft zu.
Albertson spielte in der Regel komödiantische Nebenrollen, oftmals als hochnäsige oder exzentrische ältere Dame oder als überfürsorgliche (Schwieger-)Mutter der Hauptfigur. Bekanntestes Beispiel hierfür ist die Rolle der neurotischen Schwiegermutter der „Hexe“ Elizabeth Montgomery in der beliebten Fernsehserie Verliebt in eine Hexe. In weiteren Fernsehserien spielte sie die Mütter der Hauptdarsteller Tom Ewell bzw. Dick Van Dyke. Im Kino verkörperte auch die herrischen Schwiegermütter von Jerry Lewis (in der Komödie Keiner verlässt das Schiff!, 1959) und von Anthony Franciosa (im Filmdrama Zeit der Anpassung, 1962). Zu ihren weiteren bekannteren Filmrollen zählen die Tante Harriet in Barfuß im Park (1967) an der Seite von Robert Redford und Jane Fonda sowie die schrullige Millionärin und Juwelenbesitzerin Mrs. Van Hoskins in Is’ was, Doc? (1972) neben Barbra Streisand und Ryan O’Neal. Mitte der 1970er-Jahre zog sich Albertson von der Schauspielerei zurück.
Aus einer geschiedenen Ehe mit Harold Ripley zwischen 1923 und 1928 kommen zwei Kinder, darunter der Filmemacher George Englund. Von 1936 bis zur Scheidung 1951 war sie mit dem Drehbuchautor Ken Englund (1914–1993) verheiratet, der unter anderem an Das Doppelleben des Herrn Mitty mitschrieb. Mabel Albertson starb 1982 im Alter von 81 Jahren nach einer Alzheimer-Erkrankung.

## Filmografie (Auswahl)
- 1928: Gang War
- 1939: Mutiny on the Blackhawk
- 1952: About Face
- 1953: Zurück am Broadway (She’s Back on Broadway)
- 1954: Die Spinne (Black Widow)
- 1955: Die Verlorenen (The Cobweb)
- 1955–1957: Those Whiting Girls (Fernsehserie, 26 Folgen)
- 1956: Wem die Sterne leuchten (Four Girls in Town)
- 1956: Mein Engel und Ich (Forever, Darling)
- 1956: Menschenraub (Ransom!)
- 1957–1963: Rauchende Colts (Gunsmoke, Fernsehserie, 3 Folgen)
- 1958: Der lange heiße Sommer (The Long, Hot Summer)
- 1958: Bevor die Nacht anbricht (Home Before Dark)
- 1959: Der Henker (The Hangman)
- 1959: Die Nervensäge (The Gazebo)
- 1959: Keiner verlässt das Schiff! (Don’t Give Up the Ship)
- 1960: Früchte einer Leidenschaft (All the Fine Young Cannibals)
- 1960–1961: The Tom Ewell Show (Fernsehserie, 31 Folgen)
- 1961: Alles in einer Nacht (All in a Night’s Work)
- 1962: Zeit der Anpassung (Period of Adjustment)
- 1964–1971: Verliebt in eine Hexe (Bewitched, Fernsehserie, 18 Folgen)
- 1966: Simson ist nicht zu schlagen (A Fine Madness)
- 1966: Bonanza (Fernsehserie, 1 Folge)
- 1966–1968: The Andy Griffith Show (Fernsehserie, 4 Folgen)
- 1966–1970: Süß, aber ein bißchen verrückt (That Girl, Fernsehserie, 5 Folgen)
- 1967: Barfuß im Park (Barefoot in the Park)
- 1970: Einst kommt der Tag… (On a Clear Day You Can See Forever)
- 1971: Der Chef (Ironside, Fernsehserie, 1 Folge)
- 1972: Is’ was, Doc? (What’s Up, Doc?)
- 1975: Ladies of the Corridor (Fernsehfilm)